# 매튜 C. 휘태커
매튜 C. 휘태커(Matthew C. Whitaker)는 미국 역사가이다. 그는 역사학 부교수이자 애리조나 주립 대학교 인종 및 민주주의 연구 센터의 창립 이사였다. 2016년 1월 ASU는 이 직책을 사임했다고 발표했다.
휘태커는 강등되었을 때 애리조나에서 공개 논란의 대상이 되었지만 "상당한" 표절을 저지른 것으로 밝혀졌음에도 불구하고 일시적으로 애리조나 주립 대학교의 교수직에 남아있었다. 그는 2015년 9월 17일에 행정 휴가를 받았고, 대학은 "그의 행동이 교수진과 학자로서 기대에 미치지 못했다"는 주장을 조사했다. 2016년 1월 15일, ASU는 휘태커가 즉시 센터 공동 책임자직에서 물러나고 2017년 5월부터 교수직을 사임할 것이라는 성명을 발표했다.